# St. Johann Baptist (Gehofen)

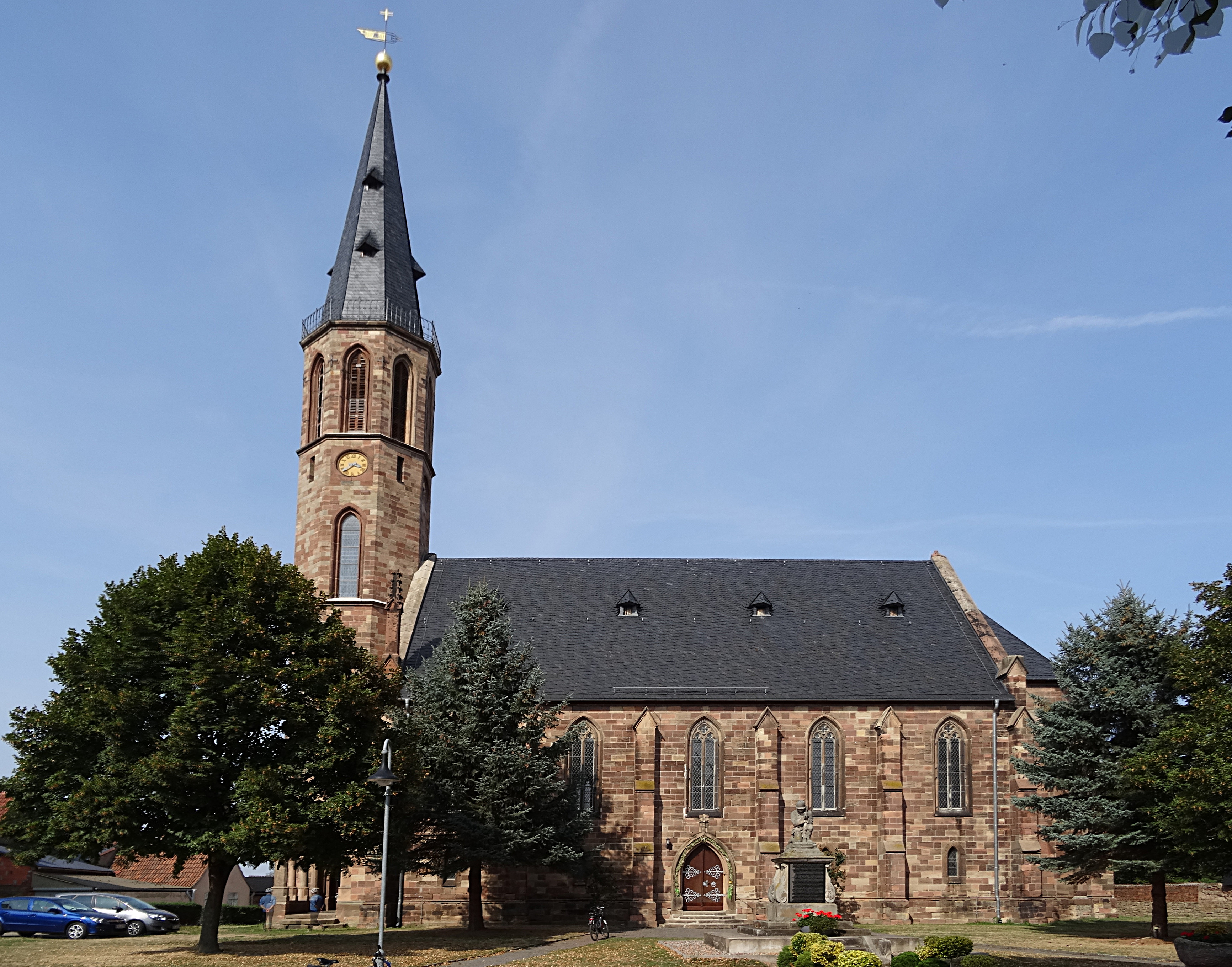
Gehofen, St. Johann Baptist

Die evangelisch-lutherische Kirche St. Johann Baptist  steht in der Hauptstraße 14 von Gehofen, einer Gemeinde im Kyffhäuserkreis in Thüringen. St. Johann Baptist gehört zur Kirchengemeinde KSP Wiehe im Pfarrbereich Wiehe des Kirchenkreises Eisleben-Sömmerda der Evangelischen Kirche in Mitteldeutschland.

## Geschichte
Bereits im 9. Jahrhundert gab es in Gehofen eine Kirche mit Namen St. Johannis Baptistae. Die mittelalterliche Kirche, eine romanische Kreuzkirche, wurde vermutlich auf Veranlassung des Templerordens errichtet. Eine Kommende des Ordens bestand bis 1309. Anstelle des 1859 wegen Baufälligkeit abgebrochenen Vorgängerbaus entstand von 1866 bis 1868 die heutige Kirche nach Plänen von Friedrich August Stüler. Am 18. April 1866 fand die Grundsteinlegung statt. Im Ersten Weltkrieg mussten alle drei Glocken abgegeben werden. 1919 bekam die Kirche drei neue Glocken.

## Beschreibung

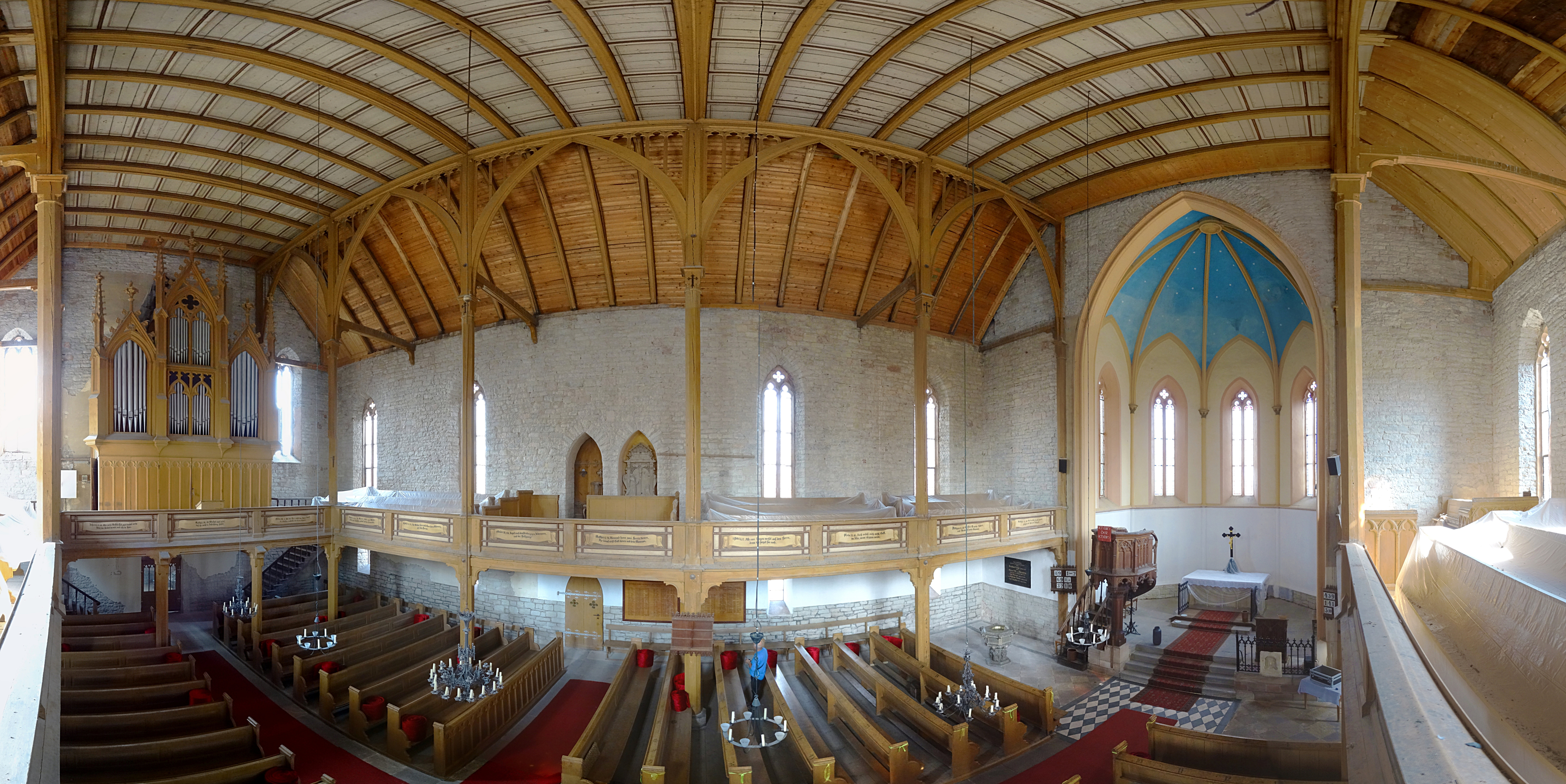
Innenraum-Panorama

Die stattliche neugotische Saalkirche hat einen eingezogenen Chor mit einer polygonalen Apsis. Im Westen steht ein schlanker achteckiger 50 Meter hoher Kirchturm. Der Mauerwerksbau ist mit Sandsteinquadern verblendet.
Die vollständig erhaltene neugotische Kirchenausstattung aus der Erbauungszeit besteht aus Altar, Kanzel, Bänken, Emporen sowie der Farbfassung an den Wänden. Das Taufbecken wurde aus einer Vorgängerkirche übernommen. Am sechsseitigen Fuß des Taufbeckens aus dem frühen 17. Jahrhundert sind Skulpturen von Luther, Paulus und den vier Evangelisten zu sehen. Zwei mittelalterliche Grabsteine stehen an der westlichen Innenwand, die ebenfalls aus dem Vorgängerbau übernommen wurden bzw. beim Aufheben des Friedhofs in die Kirche verlagert worden sind.
Die Orgel mit 26 Registern, verteilt auf 2 Manuale und Pedal, wurde 1861 von Julius Strobel gebaut. Sie wurde 1989 von Kuhn Orgelbau restauriert.